# Nonceveux
Nonceveux est un village de la commune d'Aywaille dans la province de Liège en Région wallonne (Belgique). 
Avant la fusion des communes, Nonceveux faisait partie de la commune de Sougné-Remouchamps.

## Situation
Ce village ardennais se situe à l'intérieur d'un méandre de l'Amblève qui vient de sortir des Fonds de Quareux. Nonceveux est bâti sur la rive gauche à 6 kilomètres en amont et au sud-est de Remouchamps et à proximité de la vallée du Ninglinspo.

## Patrimoine
La chapelle devenue église Sainte Thérèse d'Avila a été construite en 1790.

## Activités
Nonceveux est une petite localité bien connue des touristes et plus particulièrement des amateurs de camping. En effet, Nonceveux compte plusieurs campings aussi bien près du village en rive gauche que, plus en aval, en rive droite.
Nonceveux compte aussi une école communale.
Le sentier de grande randonnée GR 571 traverse le village.
Le dimanche situé au plus près de la date du 17 janvier, le village et les ministres de la République Libre de Nonceveux organisent la bénédiction et la distribution des galets (variété de gaufres) bénis de la Saint-Antoine à l'issue d'une messe dite et chantée en wallon. Cette tradition remonte vraisemblablement à la fin du XVIIIe siècle. Une statue de Saint-Antoine et son cochon est visible en l'église Sainte Thérèse d'Avila. La dégustation des galets s'accompagne de verres de pèket, alcool de la région.

## Personnalité
L'architecte Paul Comblen, auteur de la Maison Comblen à Liège, vécut la dernière partie de sa vie à Nonceveux et y décéda en 1955.